# 노초웅
노초웅(盧初雄, 1948년 3월31일 ~ )은 한국계 일본인 무술가이다. 일본 사이타마현에서 재일교포 2세로 태어났으며, 1982년에 일본으로 귀화한 후 로야마 하츠오(盧山初雄)라는 이름을 사용하고 있다. 국제공수도연맹 극진회관의 최고고문・수석사범을 역임했고 현재는 재단법인 극진장학회, 극진공수도연맹 극진관의 관장으로 활동하고 있다. 극진가라데 9단, 태기권 교사 7단.

## 약력
1963년 최영의 총재의 대산도장에 입문하여 1967년에 본부 지도원으로 활동하였다. 잠시 극진회관을 떠나 킥복싱의 링에 올라가기도 하고, 최영의와 교류가 있던 사와이 켄이치로부터 중국권법 의권의 갈래인 태기권의 지도를 받게 되었다. 다시 가라데의 수행으로 복귀한 것은 권도회 강창수(일본명:나카무라 히데오) 총사의 문하가 되었을 때이다. 당시 함께 수행하였던 쿠라모토 나리하루(한국명:주성춘)는 후에 의형제의 정을 나누는 등 친교를 깊이 하였다. 1973년에 극진회관에 복귀하여 제5회 오픈토너먼트 전일본공수도선수권대회에 출전하여 니노미야 조코, 사토 카츠아키, 야마자키 테루토모를 꺾고 우승하였다. 최영의 총재 사후인 2002년 12월 극진회관을 탈퇴하여 극진공수도연맹 극진관을 설립하고 관장으로 취임하였다.